# Đầu ra

Input là những tín hiệu/ dữ liệu/vật liệu đưa vào hệ thống.
Output là những tín hiệu/ kết quả /sản phẩm mà hệ thống gửi ra.

Đầu ra, ngõ ra, lối ra, Output là một thuật ngữ bao hàm ý nghĩa là nơi đưa ra các kết quả của một quá trình xử lý của hệ thống.
Trong điện tử học ngõ ra là nơi xuất tín hiệu ra, một thành phần của tập hợp ngõ giao tiếp vào/ra.
Trong các khoa học kỹ thuật khác ngõ ra là nơi xuất sản phẩm ra.
Trong kinh tế đầu ra còn có nghĩa là sản lượng.
Trong các mô hình, hệ thống thiết kế, hệ thống khai thác đầu ra là khái niệm trừu tượng được sử dụng để mô tả nơi nhận được kết quả xử lý của hệ thống đó.